# 圣樊尚德普雷
圣樊尚德普雷（法語：Saint-Vincent-des-Prés，法語發音：[sɛ̃ vɛ̃sɑ̃ de pʁe]）是法国萨尔特省的一个市镇，属于马梅尔斯区。

## 地理
圣樊尚德普雷（48°17'44"N, 0°23'8"E）面积10.51 平方千米，位于法国卢瓦尔河地区大区萨尔特省，该省份为法国西北部内陆省份，北起顺时针与奥恩省、厄尔-卢瓦省、卢瓦-谢尔省、安德尔-卢瓦尔省、曼恩-卢瓦尔省和马耶讷省接壤，是法国大西部的入口，连接卢瓦尔河谷、布列塔尼和巴黎盆地。
与圣樊尚德普雷接壤的市镇（或旧市镇、城区）包括：科梅尔韦伊、索努瓦地区蒙塞、圣皮埃尔德索尔姆、圣雷米德蒙。

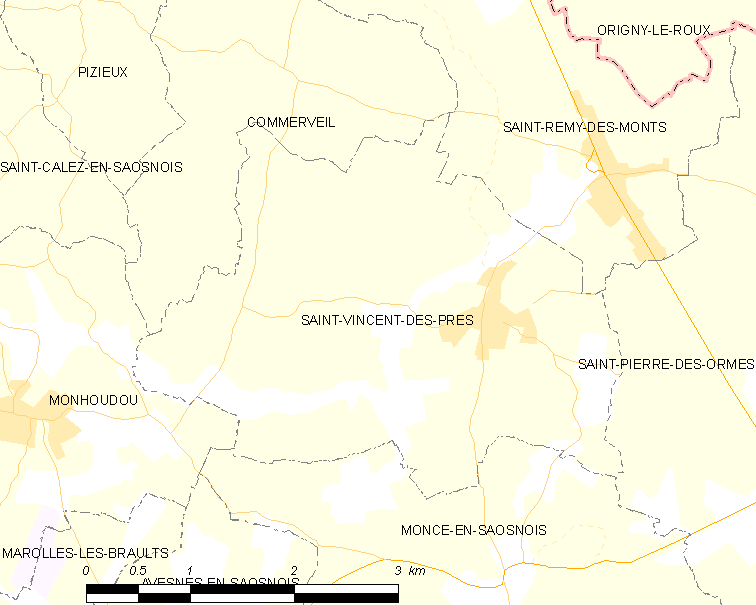
圣樊尚德普雷的OSM定位图

圣樊尚德普雷的时区为UTC+01:00、UTC+02:00（夏令时）。

## 行政
圣樊尚德普雷的邮政编码为72600，INSEE市镇编码为72324。

## 政治
圣樊尚德普雷所属的省级选区为马梅尔斯县。

## 人口

1962-2008年间圣樊尚德普雷人口变化图示

圣樊尚德普雷于2022年1月1日时的人口数量为503人。